# Găujani
Găujani est une commune roumaine située dans le județ de Giurgiu.